# 田陽区
田陽区（でんよう-く）は中華人民共和国広西チワン族自治区百色市に位置する市轄区。

## 行政区画
- 鎮:田州鎮、那坡鎮、坡洪鎮、那満鎮、百育鎮、玉鳳鎮、頭塘鎮、五村鎮、洞靖鎮
- 郷:巴別郷